# Shutaro Yamada
Shutaro Yamada (jap. 山田修太郎 Yamada Shutaro; ur. 19 maja 1999) – japoński zapaśnik walczący w stylu wolnym. Mistrz Azji w 2020 roku.